# Annika Zeyen-Giles

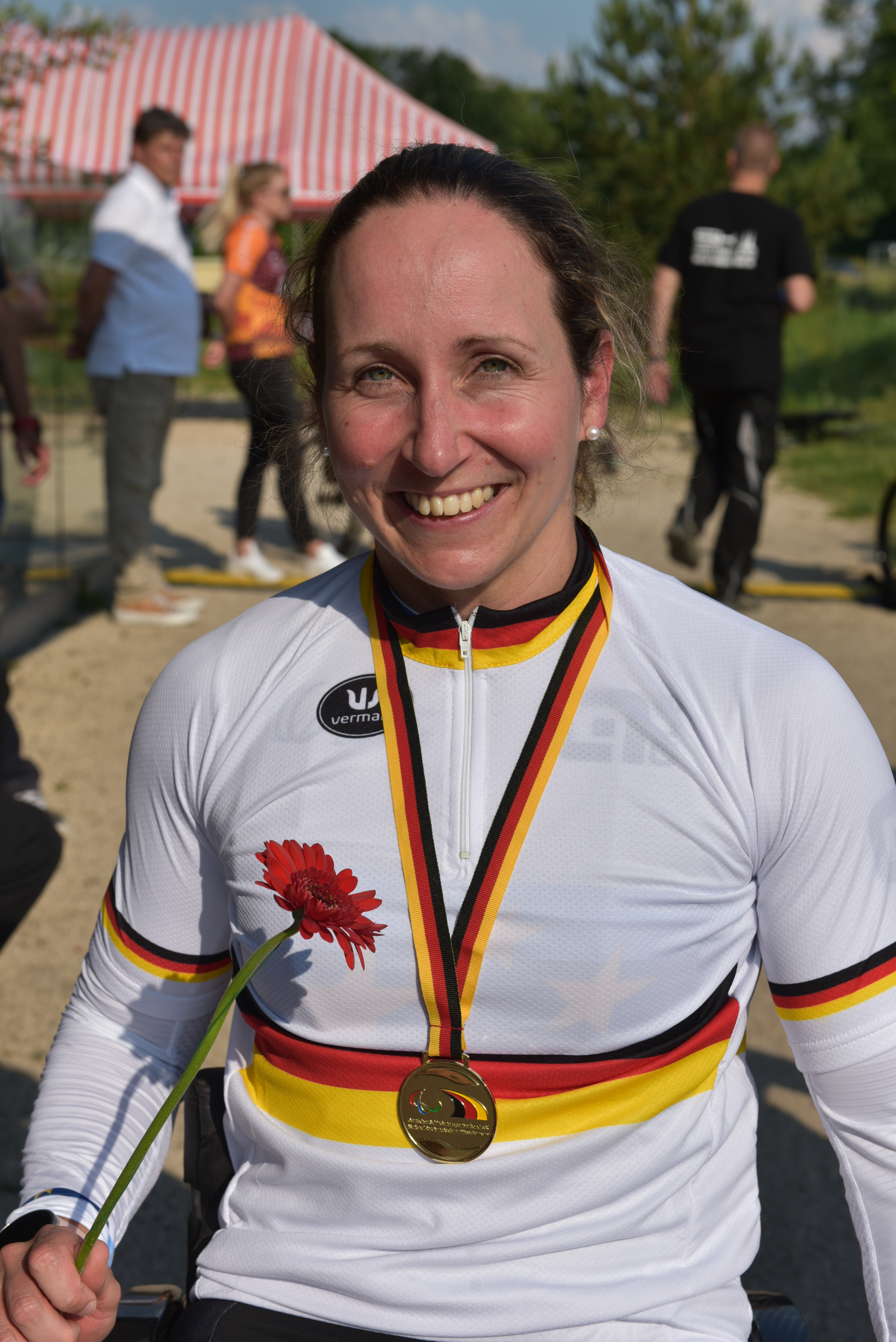
Annika Zeyen (2022)

Annika Zeyen (* 17. Februar 1985 in Bonn) ist eine deutsche Paracyclerin und ehemalige Rollstuhl-Basketballspielerin, die für den RSV Lahn-Dill und die BG Baskets Hamburg spielte. 2012 gewann sie mit der deutschen Nationalmannschaft die Goldmedaille bei den Paralympischen Spielen. Bei den Paralympischen Spielen 2020 gewann sie Gold mit dem Handbike.

## Sportliche Laufbahn
Annika Zeyen spielte zuerst beim ASV Bonn, von 2004 bis 2009 beim RSV-Lahn Dill in der deutschen Rollstuhlbasketball-Bundesliga und von 2009 bis 2013 in der Mannschaft der University of Alabama. 2013 wechselte sie zu den BG Baskets Hamburg.
Bei den Paralympics 2012 war sie mit 88 Punkten zweitbeste Werferin ihrer Mannschaft und mit 38 Assists beste Vorbereiterin.
2019 wechselte Annika Zeyen vom Basketball zum Paracycling. Bei den Paracycling-Straßenweltmeisterschaften 2019 errang Annika Zeyen Gold im Straßenrennen im Handbike-Rennen und gemeinsam mit Bernd Jeffré und Vico Merklein die Bronzemedaille in der Staffel.
2021 wurde Annika Zeyen für die Teilnahme an den Paralympischen Sommerspielen in Tokio nominiert, die wegen der COVID-19-Pandemie um ein Jahr verschoben worden waren. Dort gewann sie auf dem Fuji Speedway die Goldmedaille mit dem Handbike im Einzelzeitfahren über 16 km. Einen Tag später gewann sie im Straßenrennen Silber. Bei den Paralympischen Sommerspielen 2024 in Paris gewann sie Bronze im Einzelzeitfahren.

## Privates
Zeyen arbeitete beim Internationalen Paralympischen Komitee in Bonn. Seit 2022 sie als Brand Manager der Rhine-Ruhr 2025 World University Games tätig. Seit ihrer Heirat im Jahr 2023 trägt sie den Namen Zeyen-Giles.

## Erfolge und Auszeichnungen
- 4 × Deutscher Meister mit dem RSV Lahn-Dill[2]
- 4 × Deutscher Pokalsieger mit dem RSV Lahn-Dill[2]
- 2 × Champions-League-Sieger mit dem RSV Lahn-Dill[2]
- 2 × Collegemeisterschaft mit der Mannschaft der University of Alabama[2]
- 5-fache[2] Europameisterin (u. a. 2005, 2007, 2009, 2011)
- Vize-Weltmeisterin 2010, WM-Dritte 2006
- Teilnehmerin an den Paralympics 2004, 2008 und 2012[2] im Rollstuhlbasketball sowie 2020 im Radsport
- Goldmedaille bei den Paralympics 2012[2] im Rollstuhlbasketball sowie bei den Paralympics 2020 Gold im Handbike-Einzelzeitfahren und Silber im Straßenrennen
- Silbermedaille bei den Paralympics 2008[2] und 2016[9]
- 382 Spiele für die deutsche Nationalmannschaft[10]
- Silbernes Lorbeerblatt[11] 2012
- 2021, 2022: NRW-Parasportlerin des Jahres